# 인터내셔널 시티스타
인터내셔널 시티스타(영어: International Citystar)는 미국의 나비스타 인터내셔널, 포드 모터 컴파니의 합자 회사인 블루 다이야몬드(영어: Blue Diamond)사와 함께 일본 마쓰다와 기술 제휴해서 마쓰다 타이탄의 차체로 개발한 트럭이다. 2009년에 포드 LCF 모델과 함께 단종되었고 이후 인터내셔널 테라스타를 후속으로 출시되었다.